# Тувинська мова
Туви́нська мо́ва (самоназва тув. тыва дыл, «тива дил») — мова тувинців, основного населення Республіки Туви (суб'єкт РФ), тюркського народу південно-східного Сибіру (Центральна Азія).
Майже всі тувинці (99 %) володіють рідною мовою. Це найвищий показник серед національних меншин Російської Федерації.

## Розповсюдження і кількість мовців
Тувинською мовою розмовляють тувинці Туви (Росія), а також алтайські тувинці північно-західних районів Монголії та Китаю.
Чисельність носіїв тувинської мови — понад 200 тис. осіб.

## Класифікація і діалекти тувинської мови
Тувинська мова класифікується лінгвістами як північно-східна тюркська мова алтайської мовної сім'ї, і разом з сойотською і тофаларською мовами творить саянську мовну підгрупу; часто також об'єднують ці мови з близько спорідненими алтайськими і хакаською в одну мовну підгрупу.
У тувинській мові виділяють 4 основні групи діалектів:
- центральний — діалект ліг в основу літературної мови; включає ряд говірок. Поширений у Сут-Хольському, Дзун-Хемчикському, Овюрському, Чаа-Хольському, Улуг-Хемському, Чеді-Хольському та Пій-Хемському кожуунах.
- західний — діалект тувинського населення верхів'їв річки Хемчік, це гірські Бай-Тайгинський, Барун-Хемчикський та Монгун-Тайгинський кожууни. Активно взаємодіє з алтайськими мовами.
- тоджинський — поширений у тувинців-тоджинців, великого субетносу тувинців, який проживає на північному сході Тиви в районах, що прилягають до верхів'я Бій-Хему (Тоджинський та схід Пій-Хемського кожууну); характеризується значною кількістю «мисливської і тваринної» лексики; притаманна назалізація. Інколи розглядається як окрема мова, що разом із тофаларською, сойотською та цаатанською утворюють окремий тайговий підрозділ саянських мов.
- південно-східний — використовується в Тандинському, Тес-Хемськомому, Ерзинському, Каа-Хемському та Тере-Хольському кожуунах, на півдні Тандинського хребта, займаючи головним чином простір від верхів'я річки Ерзін до місцевості Устуу-Шинаа в Тес-Хемському кожууні. Всередині цього діалекту виділяють каа-хемську, тере-хольську, тес-хемську та інші говірки. Хубсугульська (хубсугул-уйгурська, Khöwsögöl Uigur) говірка розповсюджений у тувинців-ценгельців Монголії, що живуть на сході Хубсугульського аймаку. Характерною особливістю діалекта є те, що він зазнав значного впливу з боку монгольської мови.

## Характерні риси тувинської мови
Прикметними особливостями тувинської мови є:
У фонетиці:
- наявність коротких, довгих і фарингалізованих голосних звуків.
- наявність сильних і слабких приголосних звуків.

У морфології:
- іменникові властиві граматичні категорії числа, присвійності, відмінка й суб'єктивної оцінки.

У лексиці:
- значна кількість мовних запозичень, в тому числі і корневих іменникових, з монгольської мови.
- літературна норма має значний лексичний вплив російської мови.

## Писемність і абетка
Першою абеткою, що нею користувалися тувинці, справедливо можна вважати монгольське письмо. Писемність власне тувинської мови створено у 1930 році відразу після перемоги народної революції в Туві (1929 рік) на основі латинки (ця абетка має обмежений вжиток і зараз). З 1941 року здійснюється переведення тувинської писемності на кириличну основу (ця абетка є чинною в теперішній час).
Кирилична абетка тувинської мови:
| А а | Б б | В в | Г г | Д д | Е е | Ё ё | Ж ж |
| З з | И и | Й й | К к | Л л | М м | Н н | Ң ң |
| О о | Ө ө | П п | Р р | С с | Т т | У у | Ү ү |
| Ф ф | Х х | Ц ц | Ч ч | Ш ш | Щ щ | Ъ ъ | Ы ы |
| Ь ь | Э э | Ю ю | Я я |     |     |     |     |

Деякі особливості використання літер тувинської абетки:
- літера Ңң = «ng», [ŋ]; з неї не починаються слова.
- літера Өө = «ö», [ø].
- літера Үү = «ü», [y].
- літера Ьь вживається лише в словах російського походження.
- літера Ъъ використовується як знак ларингалізації, тобто для позначення гортанності звука.

## Використання тувинської мови
Оскільки тувинська є рідною мовою для переважної більшості населення Туви (рідкісний випадок для російських автономій), то вона знаходить широке використання як у побуті, так і громадському житті республіки. Тувинська — мова ЗМІ, в тому числі і телебачення, навчання, як шкільного так і вищого, книг, побутового спілкування тощо.
В Інтернеті тувинська мова представлена відносно слабко — діє єдиний, але значний за обсягом, тувинськомовний форум; Тувинська Вікіпедія тривалий час перебувала у стані розробки (тестовому режимі).
Під час збройної агресії Росії проти України тувинських радистів подекуди використовують для комунікації, щоб їх не могли зрозуміти у разі, якщо ЗСУ перехоплять цю комунікацію.

## Виноски
1. ↑  Сайт тувинського народу (тувин.). Архів оригіналу за 13 травня 2005. Процитовано 21 травня 2008.
2. ↑  Тувинська Вікіпедія. Архів оригіналу за 3 серпня 2009. Процитовано 21 травня 2008.
3. ↑  Нацреспублики — колониальные придатки России | писательница из Тывы Данхаяа Ховалыг. YouTube. TV2media. 9 серпня 2023. Процитовано 15 жовтня 2023.{{cite web}}:  Обслуговування CS1: Сторінки з параметром url-status, але без параметра archive-url (посилання)